# Poolse presidentsverkiezingen 2015
In 2015 vonden er in Polen presidentsverkiezingen plaats. De Poolse grondwet bepaalde dat deze moesten plaatsvinden op een vrije dag, niet minder dan 75 dagen en niet meer dan 100 dagen voor de datum waarop de termijn van de zittende president zou verlopen, in dit geval 6 augustus. Aldus maakte de voorzitter van de Sejm op 4 februari 2015 bekend dat de eerste ronde van de presidentsverkiezingen zou plaatsvinden op 10 mei 2015.

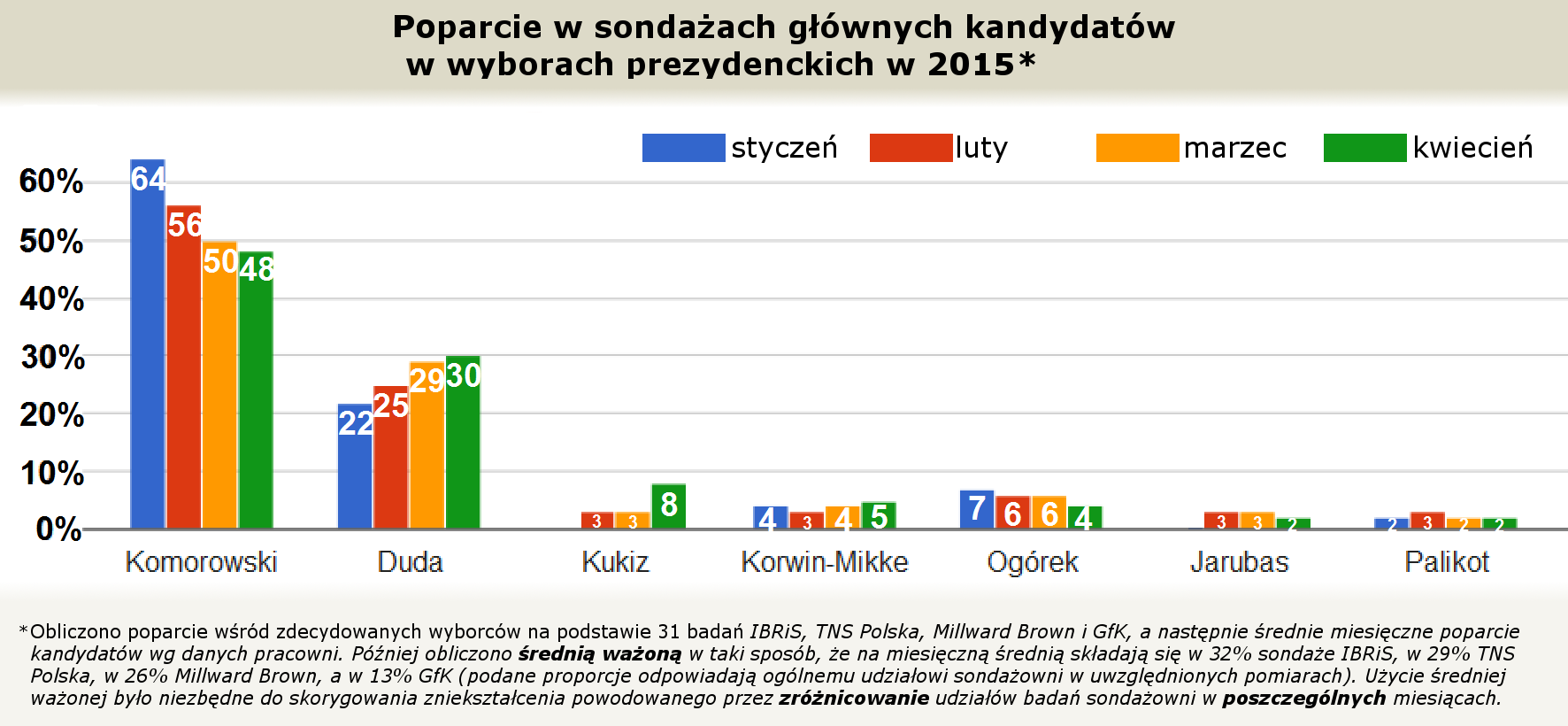
De steun voor de voornaamste zeven kandidaten volgens de peilingen in januari, februari, maart en april 2015

Aan de eerste ronde werd deelgenomen door elf kandidaten. Waar eerdere presidentsverkiezingen nog werden gedomineerd door politieke zwaargewichten, gold voor deze verkiezingen dat de meeste kandidaten over weinig politieke ervaring beschikten en ook tamelijk onbekend waren bij het grote publiek. De zittende president, Bronisław Komorowski, was de enige die ooit een ministerspost had bekleed en van de overige kandidaten hadden er slechts drie ooit zitting gehad in een van twee huizen van het nationale parlement. De uitslag was in twee opzichten een verrassing. Ten eerste had president Komorowski in de opiniepeilingen steeds een ruime voorsprong gehouden op zijn voornaamste tegenkandidaat, Andrzej Duda van de conservatief-nationalistische partij Recht en Rechtvaardigheid, maar in de eerste ronde van de verkiezingen eindigde Duda onverwacht op de eerste plaats met 34,76 procent van de geldige stemmen tegenover 33,77 procent voor Komorowski. Ten tweede behaalde Paweł Kukiz, tot voor kort zanger van de bekende rockband Piersi, met 20,80 procent van de stemmen een verrassende derde plaats.
Aangezien geen van de kandidaten in de eerste ronde een absolute meerderheid behaalde, vond er op 24 mei een tweede ronde plaats tussen de twee kandidaten met het beste resultaat in de eerste ronde. Deze werd gewonnen door Andrzej Duda (51,55%), terwijl Komorowski bleef steken op 48,45 procent van de stemmen. Hiermee was Duda officieel verkozen tot zesde president van de Derde Poolse Republiek. Hij werd op 6 augustus 2015 beëdigd.

## Eerste ronde
Om aan de verkiezingen deel te kunnen nemen, moest een kandidaat over een geregistreerd kiescomité van ten minste 15 leden beschikken. Deze kiescomités hadden tot 16 maart de tijd om hun kandidaat aan te melden. Van de 25 kandidaten die binnen de termijn waren aangemeld, werden er door de Kiescommissie 23 ontvankelijk verklaard. Vervolgens hadden de comités tot 26 maart de tijd om de vereiste 100.000 handtekeningen van kiesgerechtigde burgers in te dienen. Twaalf comités slaagden hier niet in. Aldus namen er aan de eerste ronde van de verkiezingen elf kandidaten deel:

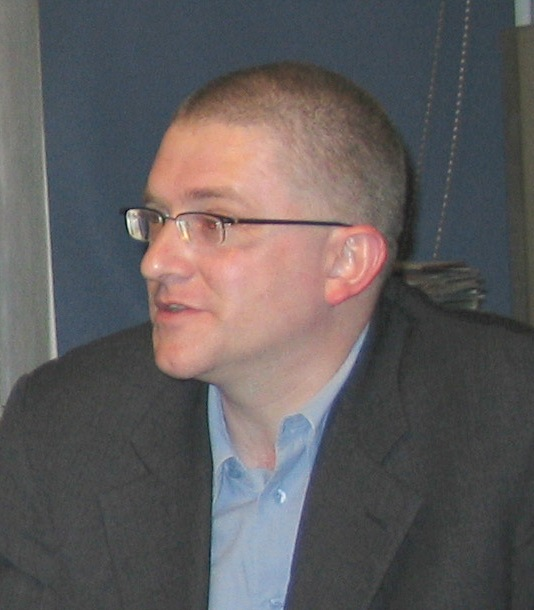
Grzegorz Braun (42), filmregisseur, partijloos.
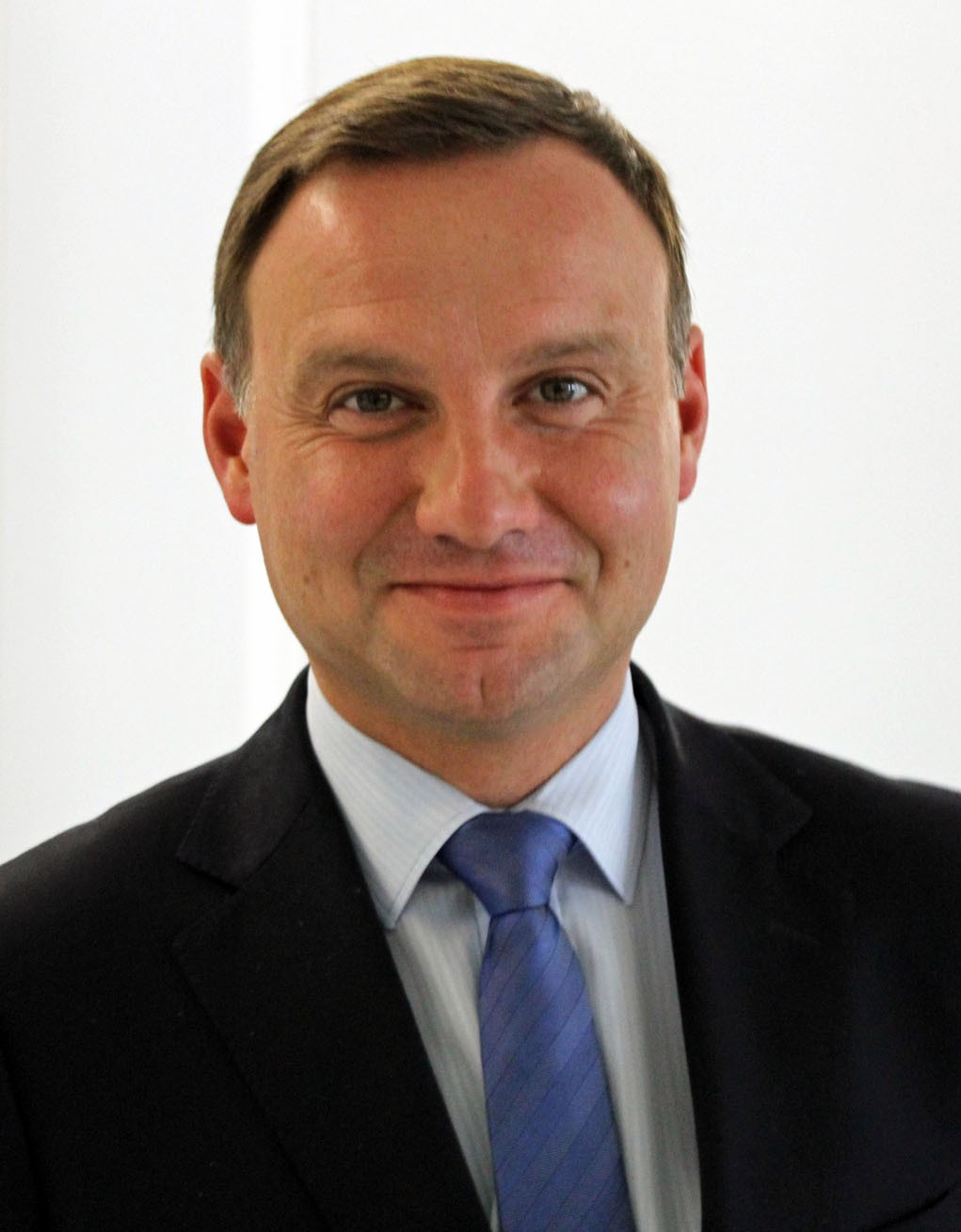
Andrzej Duda (42), jurist, Europarlementariër, voormalig onderminister van justitie en voormalig lid van de Sejm, kandidaat namens Recht en Rechtvaardigheid (PiS) en voorts gesteund door enkele kleine rechtse partijen.
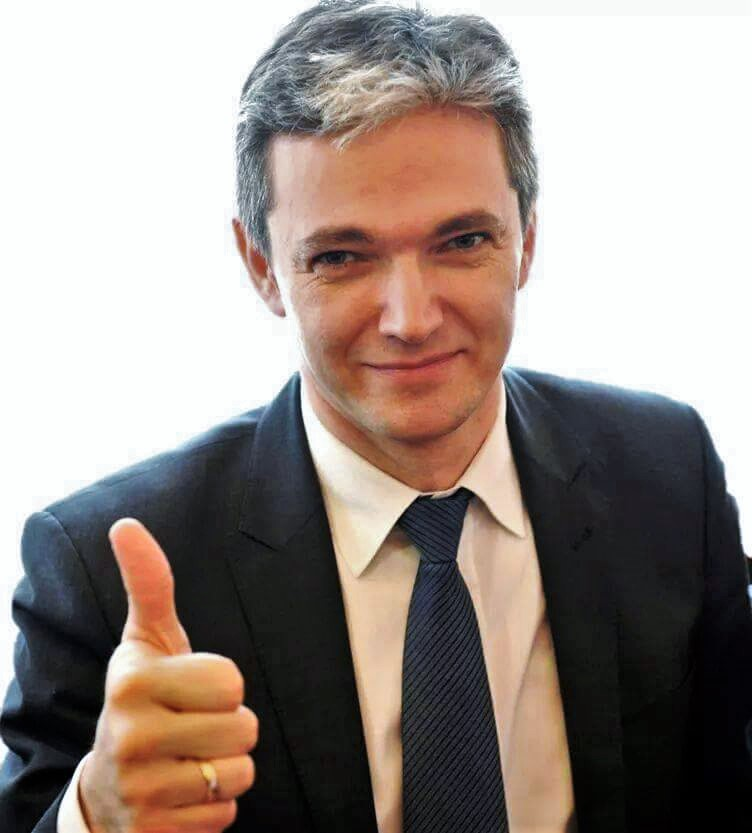
Adam Jarubas (40), provinciehoofd van Święty Krzyż, vicevoorzitter van de Poolse Volkspartij (PSL), voorts gesteund door de Liga van Poolse Gezinnen (LPR).
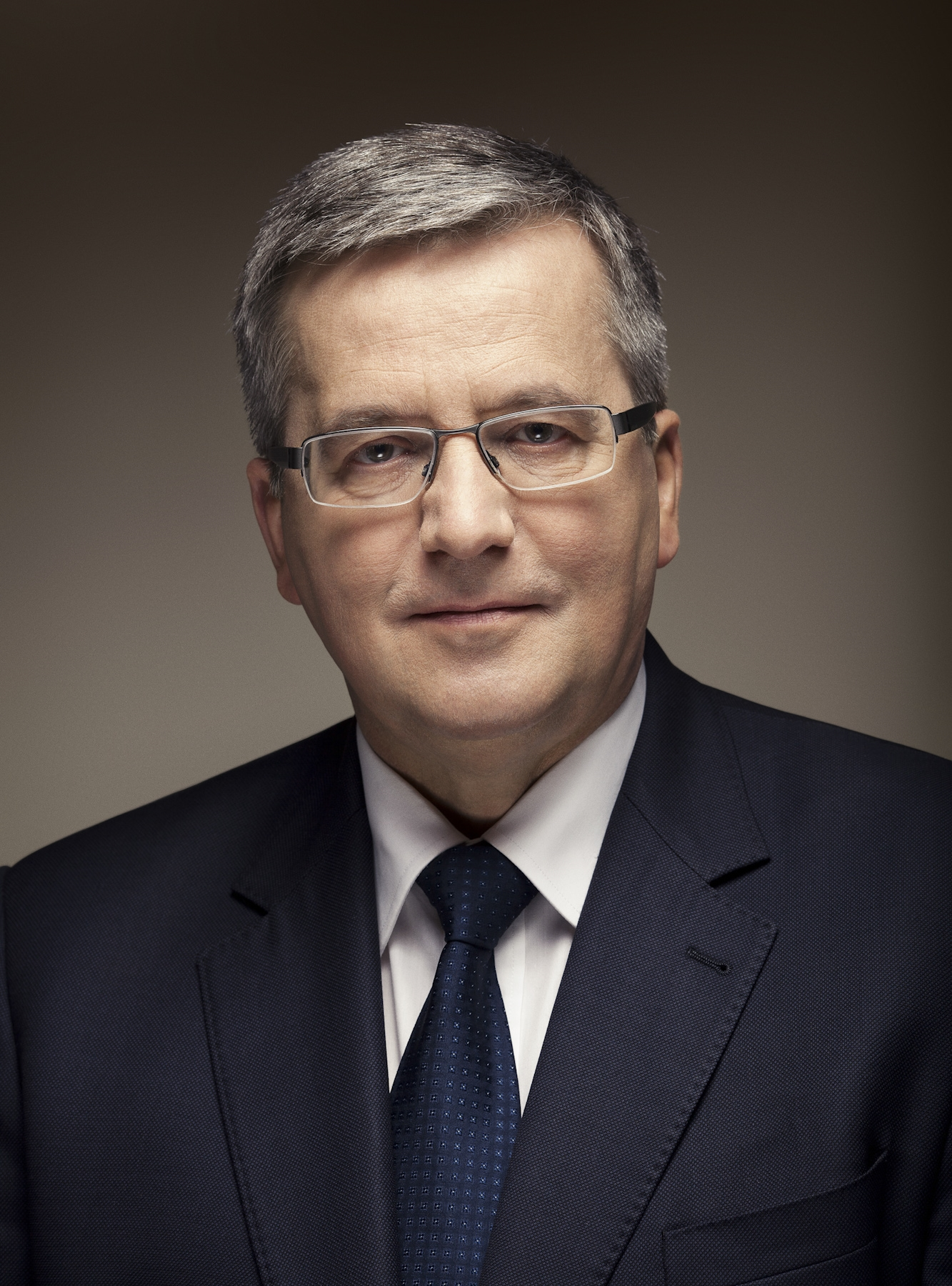
Bronisław Komorowski (62), zittend president, ex-minister van defensie en voormalig voorzitter van de Sejm, partijloos, gesteund door onder meer het Burgerplatform (PO), de Democratische Partij - demokraci.pl en de Democratische Partij (SD)
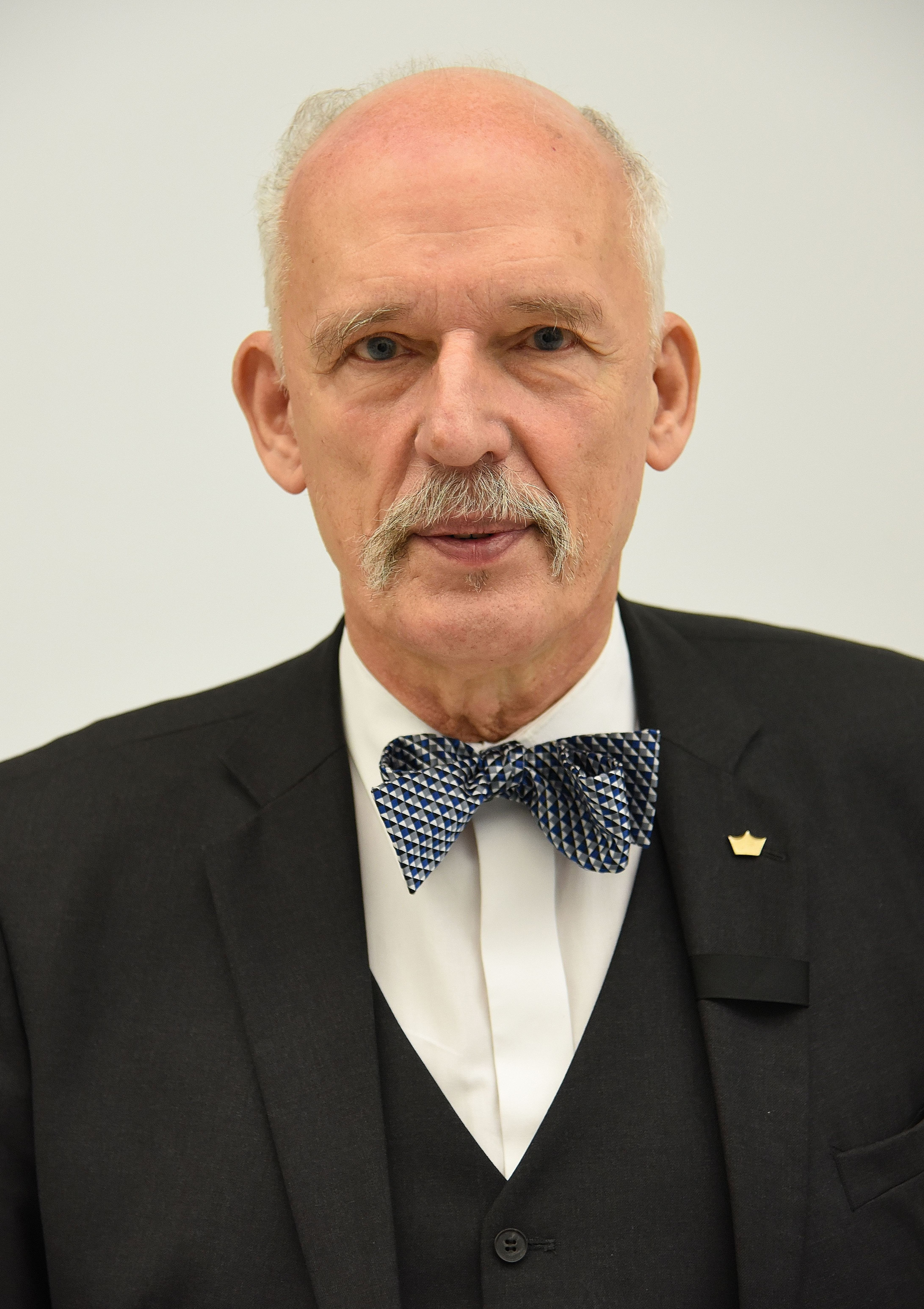
Janusz Korwin-Mikke (72), voormalig beroepsbridger, Europarlementariër, leider van de partij KORWiN, voormalig leider van de Unie voor Reële Politiek (UPR) en het Congres van Nieuw Rechts (KNP).
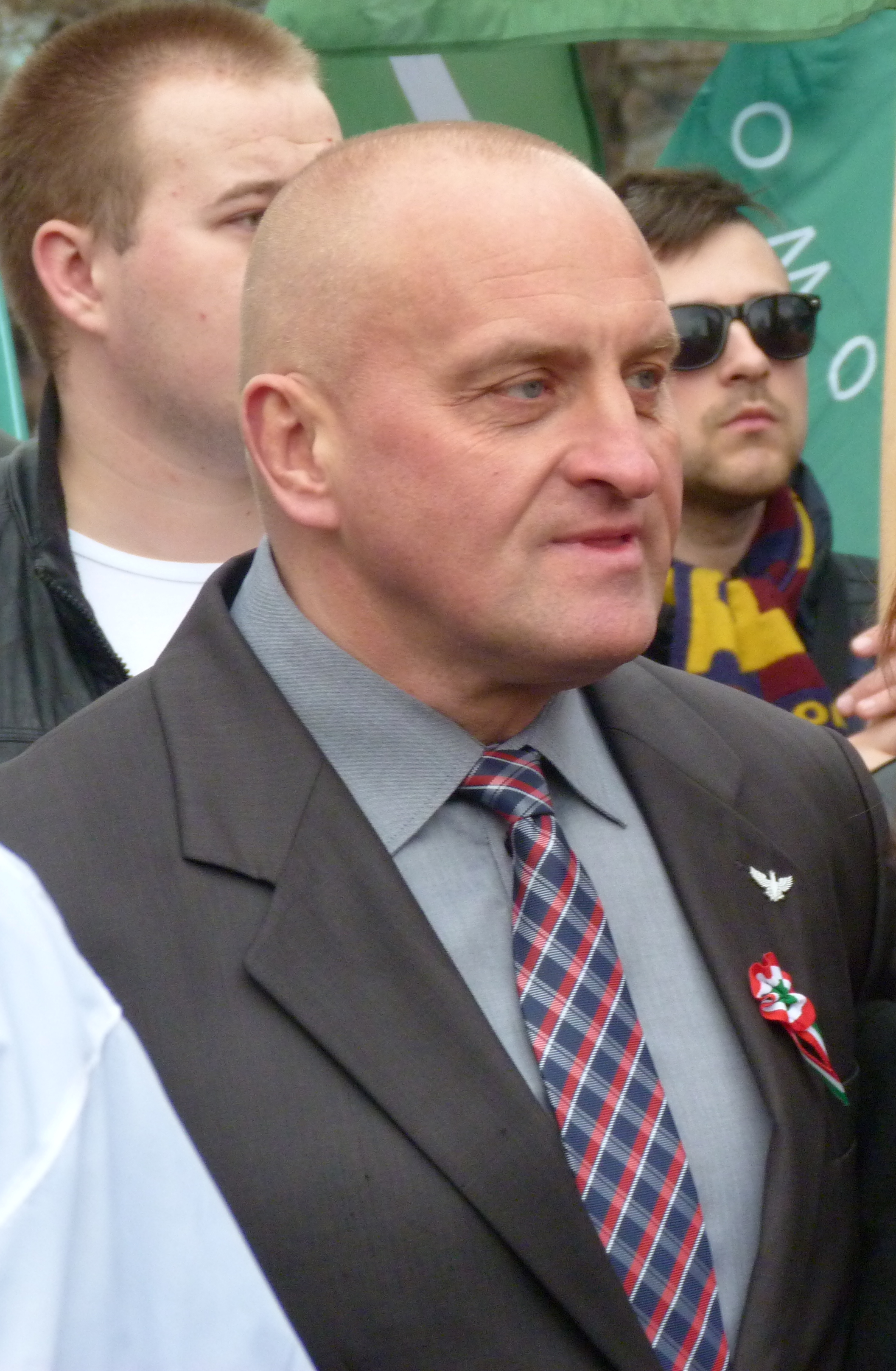
Marian Kowalski (50), bodybuilder, publicist en vicevoorzitter van de extreemrechtse Nationale Beweging.
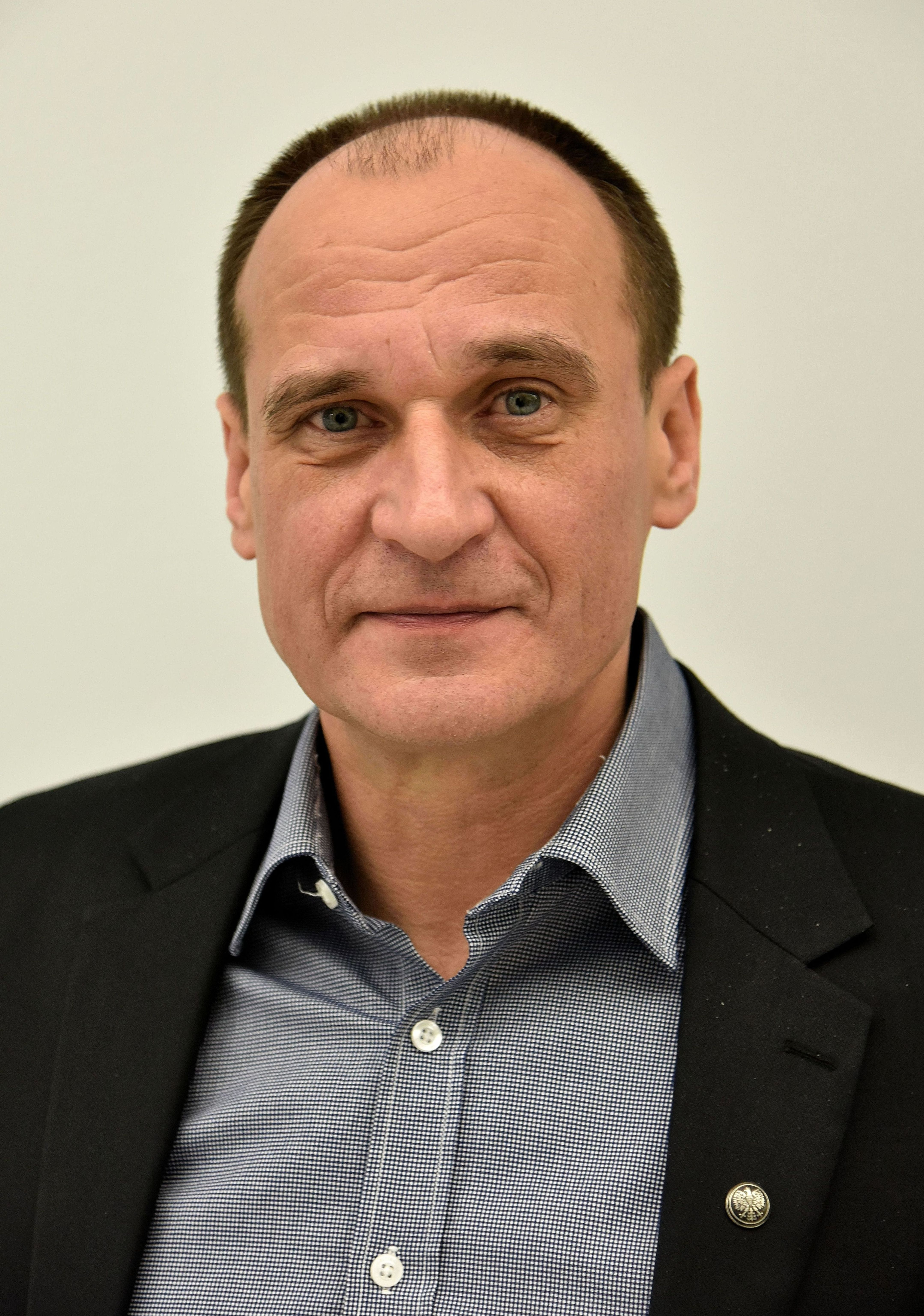
Paweł Kukiz (51), voormalig zanger van de rockband Piersi en lid van het provinciale parlement van Neder-Silezië, partijloos.
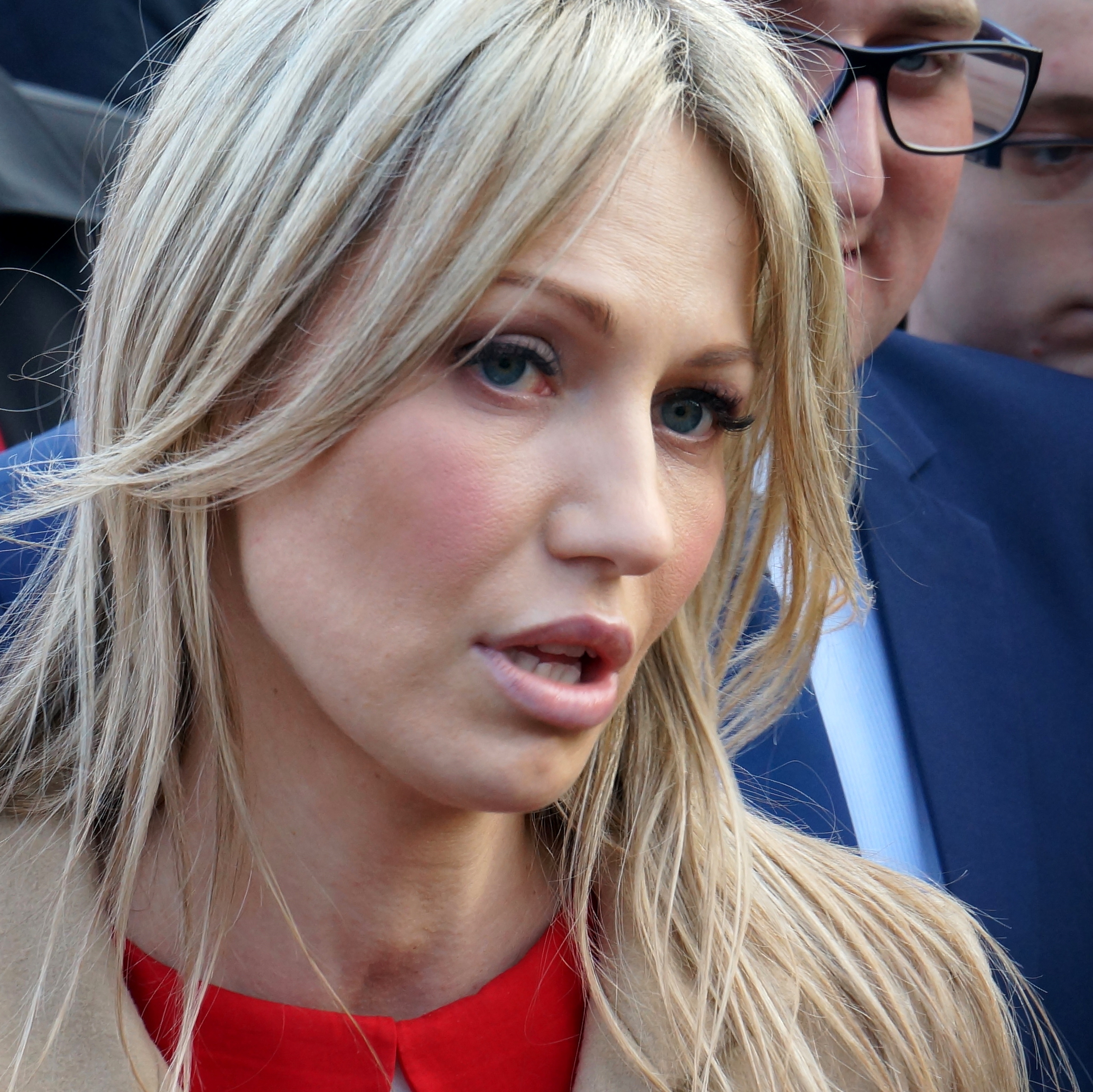
Magdalena Ogórek (36), historicus, tv-presentatrice, partijloos, gesteund door de Alliantie van Democratisch Links (SLD).
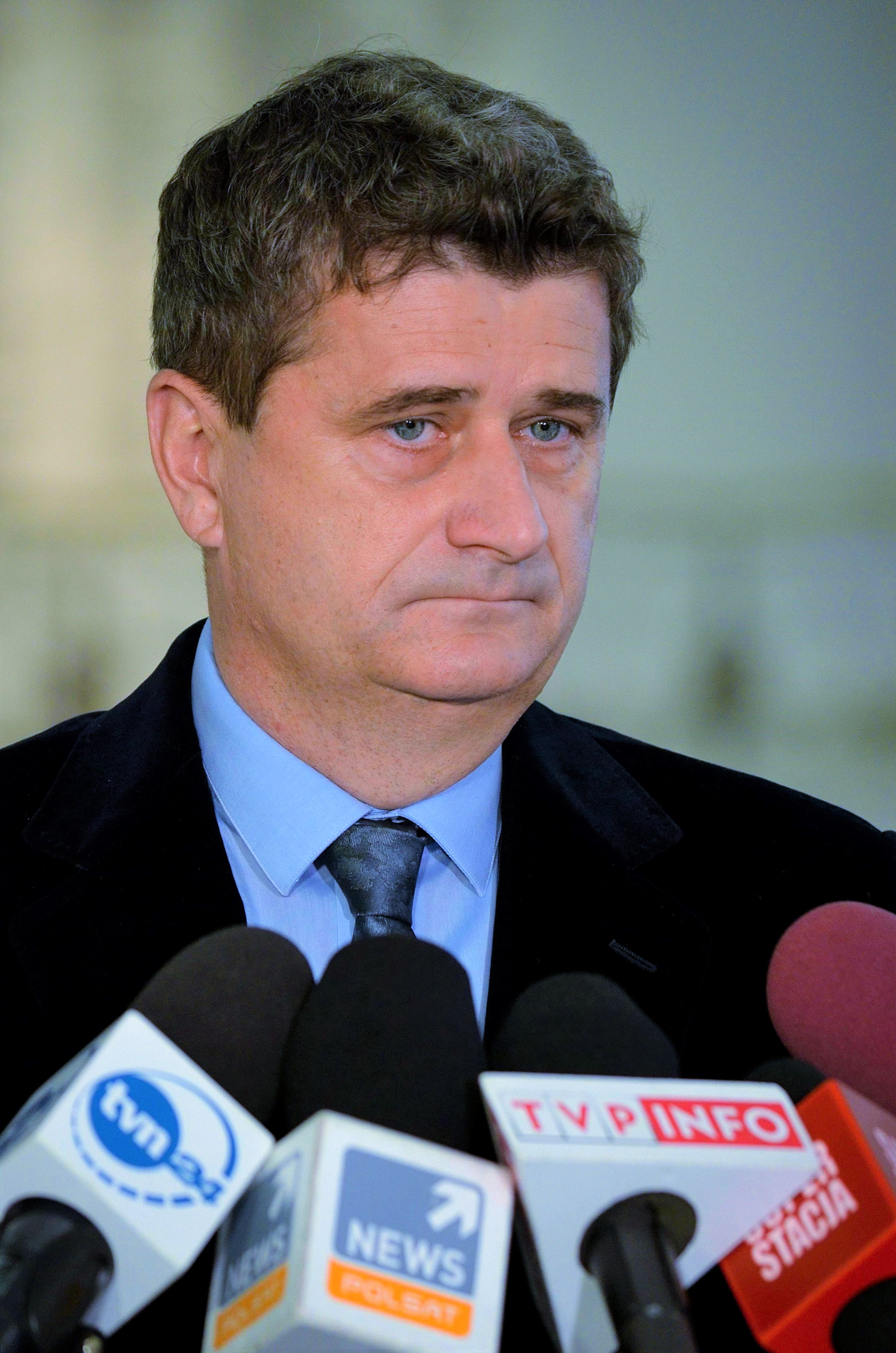
Janusz Palikot (50), lid van de Sejm, voorzitter van Jouw Beweging (Twój Ruch).
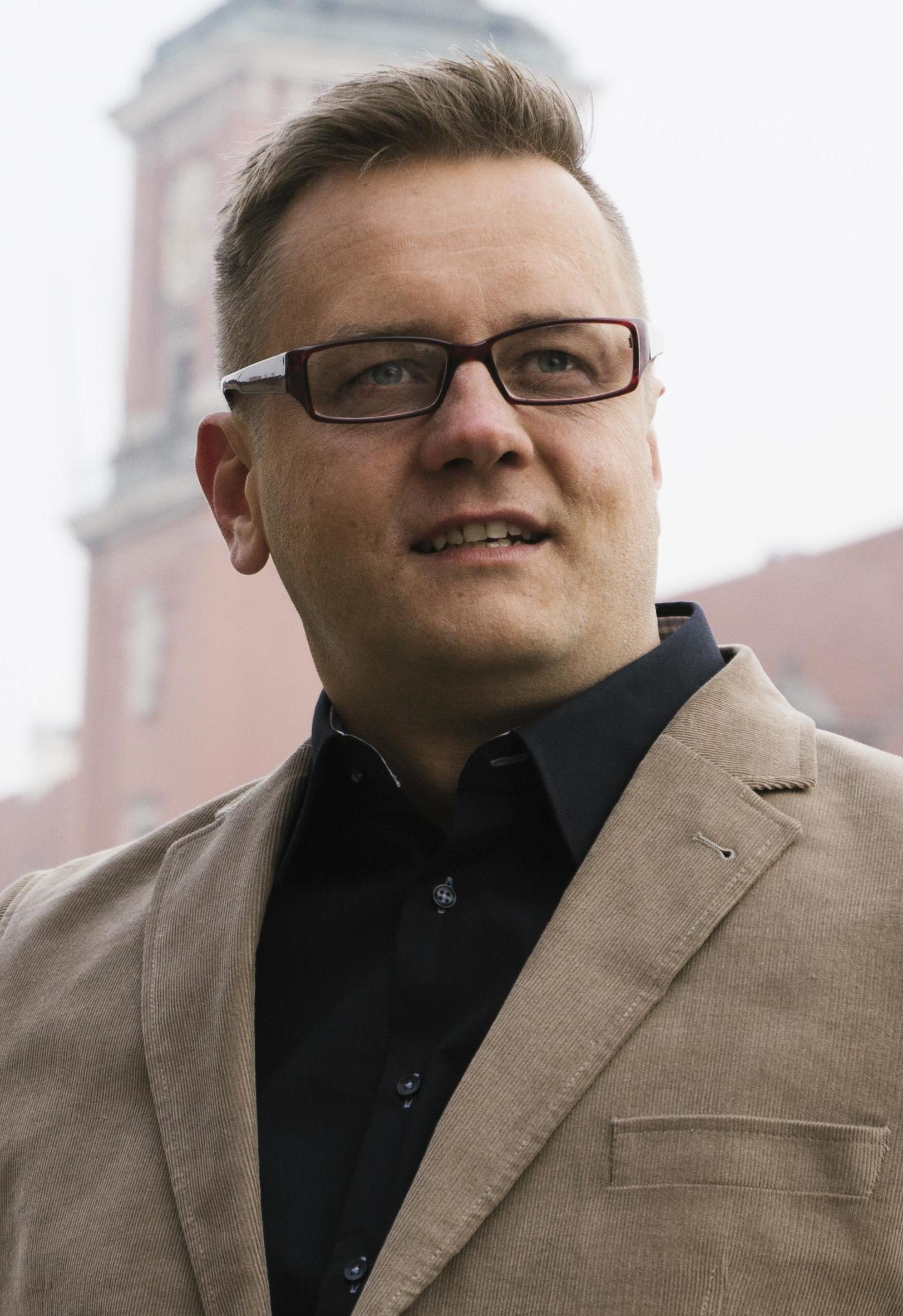
Paweł Tanajno (39), ondernemer, kandidaat namens de partij Directe Democratie en voorts gesteund door de Vrouwenpartij.
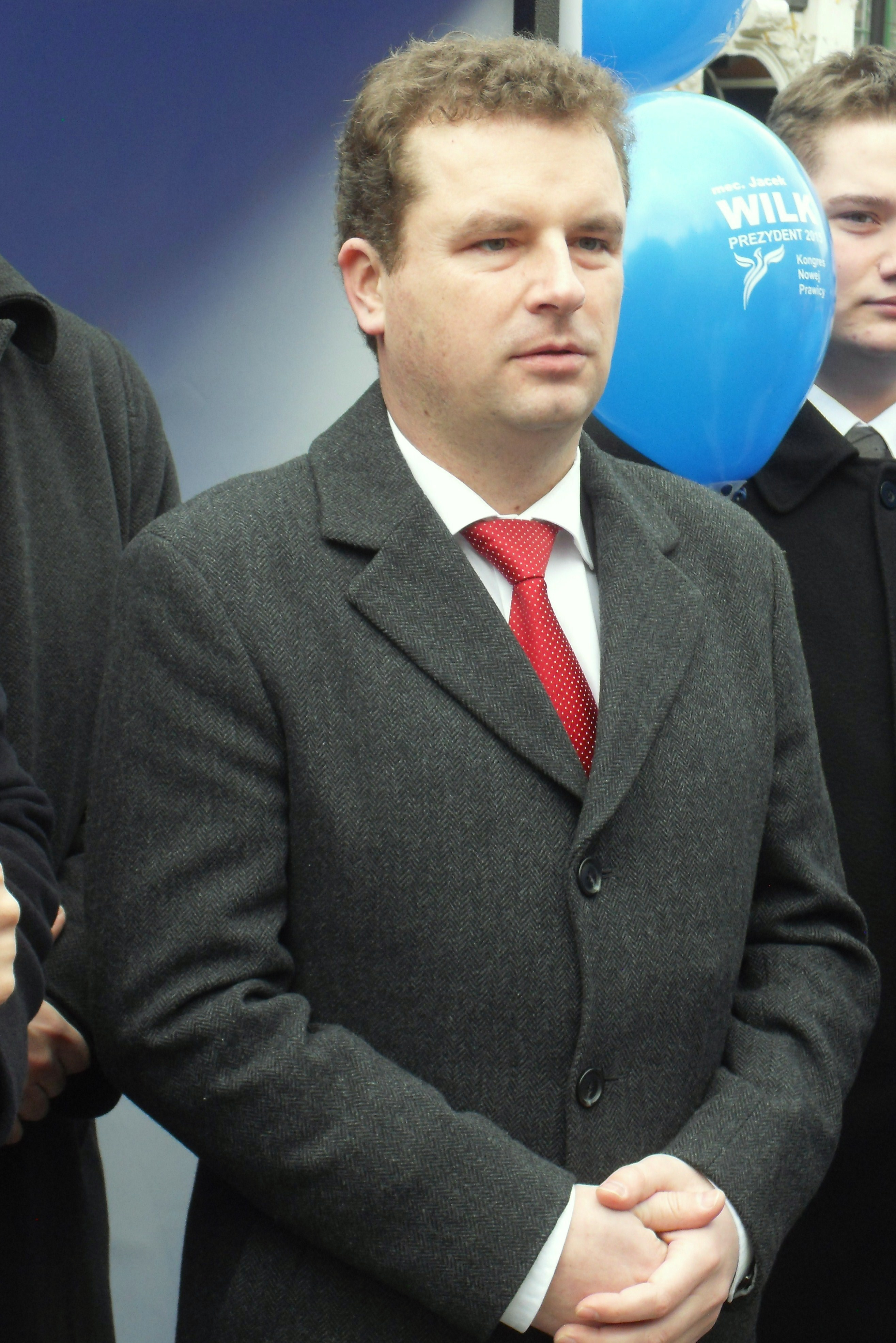
Jacek Wilk (40), advocaat, econoom, kandidaat namens het Congres van Nieuw Rechts.

Onder de kandidaten die niet de vereiste 100.000 handtekeningen wisten te verzamelen, zijn Anna Grodzka, het eerste transseksuele lid van de Sejm (Partij De Groenen), Kornel Morawiecki, oud-dissident en oprichter van Strijdende Solidariteit, en Wanda Nowicka, vicevoorzitter van de Sejm namens de Unie van de Arbeid (UP).

### Uitslag

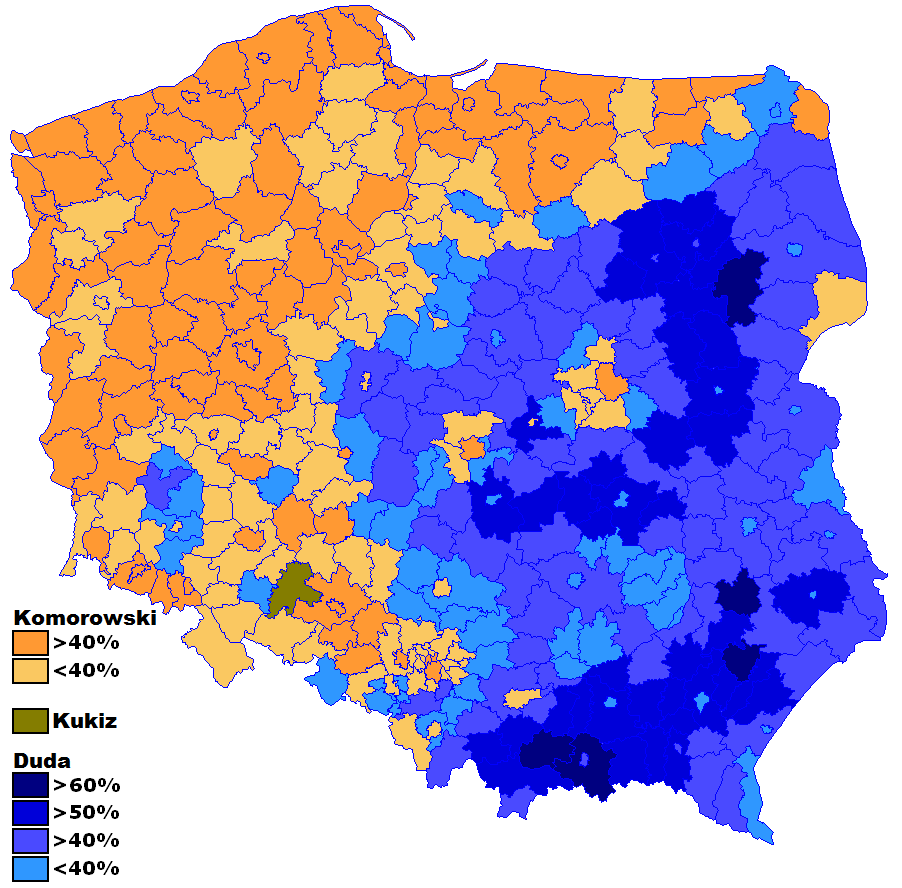
De kandidaat met de meeste stemmen per district

De officiële uitslag van de eerste ronde van de presidentsverkiezingen werd op 11 mei bekendgemaakt door de kiescommissie.
| Kandidaat            | Aantal stemmen | Procent |
| -------------------- | -------------- | ------- |
| Andrzej Duda         | 5.179.092      | 34,76%  |
| Bronisław Komorowski | 5.031.060      | 33,77%  |
| Paweł Kukiz          | 3.099.079      | 20,80%  |
| Janusz Korwin-Mikke  | 486.084        | 3,26%   |
| Magdalena Ogórek     | 353.883        | 2,38%   |
| Adam Jarubas         | 238.761        | 1,60%   |
| Janusz Palikot       | 211.242        | 1,42%   |
| Grzegorz Braun       | 124.132        | 0,83%   |
| Marian Kowalski      | 77.630         | 0,52%   |
| Jacek Wilk           | 68.186         | 0,46%   |
| Paweł Tanajno        | 29.785         | 0,20%   |
| Ongeldige stemmen    | 124.952        | –       |
| Totaal               | 15.023.886     | 100%    |
| Opkomst              | Opkomst        | 48,96%  |

## Tweede ronde
De tweede ronde van de presidentsverkiezingen vond plaats op 24 mei tussen Bronisław Komorowski en Andrzej Duda. Na de eerste ronde had Duda aanvankelijk een lichte voorsprong in de meeste peilingen, maar latere peilingen voorspelden een spannende tweestrijd:
| Datum             | Onderzoeks- instituut |      |            | Onbeslist |
| ----------------- | --------------------- | ---- | ---------- | --------- |
| Datum             | Onderzoeks- instituut |      |            | Onbeslist |
| Datum             | Onderzoeks- instituut | Duda | Komorowski | Onbeslist |
| Late peiling      | IPSOS                 | 52   | 48         | -         |
| Stembuspeiling    | IPSOS                 | 53   | 47         | -         |
| 22 mei            | IBRiS                 | 46   | 46,7       | 7         |
| 22 mei            | Millward Brown        | 45,8 | 45,3       | 8,9       |
| 21 mei            | Estymator             | 49,5 | 50,5       | -         |
| 21 mei            | TNS Polska            | 43   | 45         | 12        |
| 21 mei            | IBRiS                 | 44,5 | 45,5       | 10        |
| 20 mei            | IBRiS                 | 47   | 47,3       | 5,7       |
| 20 mei            | Millward Brown        | 45   | 47         | 8         |
| 18–20 mei         | PPG/DO                | 51   | 49         | -         |
| 18 mei            | Estymator             | 52   | 48         | -         |
| 18 mei            | Millward Brown        | 44   | 47         | 9         |
| 15 mei            | IBRiS                 | 48   | 43,2       | 6,9       |
| 14-20 mei         | CBOS                  | 48   | 44         | 5         |
| 14 mei            | Millward Brown        | 44   | 40         | 16        |
| 13–14 mei         | Estymator             | 54   | 46         | -         |
| 06–07 mei         | Millward Brown        | 41   | 54         | 5         |
| 27 april – 03 mei | PPG/DO                | 45,5 | 54,5       | -         |
| 28 april          | Millward Brown        | 39   | 55         | 6         |
| 16–22 april       | CBOS                  | 34   | 51         | 7         |
| 13 april          | Millward Brown        | 40   | 55         | 5         |
| 30 maart          | Millward Brown        | 41   | 52         | 7         |
| 16 maart          | Millward Brown        | 37   | 53         | 6         |
| 16 februari       | Millward Brown        | 27   | 59         | 4         |
| 05–11 februari    | CBOS                  | 19   | 65         | 9         |

### Uitslag
De officiële uitslag van de tweede ronde van de presidentsverkiezingen werd op 25 mei rond 18.00 uur bekendgemaakt door de kiescommissie.
| Kandidaat            | Aantal stemmen | Procent |
| -------------------- | -------------- | ------- |
| Andrzej Duda         | 8.630.627      | 51,55%  |
| Bronisław Komorowski | 8.112.311      | 48,45%  |
| Ongeldige stemmen    | 250.231        | –       |
| Totaal               | 16.993.169     | 100%    |
| Opkomst              | Opkomst        | 55,34%  |